# 东华西路
东华西路是位于广州市越秀区的一条东西向道路，西面由越秀北路和文明路交界开始，从东濠涌高架桥桥底穿过，途中与较场西路交界，东面止于东川路和东华东路交界。长838米，宽11米，1932年拆文明里，复兴里，世仁居等建。1935～1937年改铺沥青路面。目前东华西路两侧还保留了比较完整的骑楼建筑。

## 与之交汇道路
顺序由西往东排列
- 文明路、越秀北路
- 较场西路
- 东川路、東華東路